# Avola
Àvola (Ràula, À[v]ula o À[v]ila in siciliano) è un comune italiano di 30 640 abitanti del libero consorzio comunale di Siracusa in Sicilia. 
A pianta esagonale, si affaccia sulla costa ionica della Sicilia orientale nel golfo di Noto.

## Storia

### Storia antica e medievale
Secondo taluni, l'origine della città risale a Hybla Major sita in prossimità della costa sud-orientale della Sicilia. La zona, abitata precedentemente dai Sicani, fu invasa dai Siculi e divenne teatro di lotte per il predominio sulla regione.
Il termine Hybla non è greco ma preellenico, probabilmente sicano, ed è il nome di una Dea adorata da entrambe le popolazioni (identificata poi con l'Afrodite ellenica).
I Siculi combatterono gli indigeni e si insediarono definitivamente sul territorio a cavallo fra il XIII e il XII secolo a.C. Dell'epoca dei Siculi sono testimonianza i numerosi reperti, soprattutto vasellame e stoviglie, rinvenuti in alcune tombe in quella che è oggi la Riserva naturale orientata Cavagrande del Cassibile.
Successivamente i Greci colonizzarono la zona intorno alla metà dell'VIII secolo a.C. trovando una civiltà già influenzata e raffinatasi a contatto con i Fenici.
Durante il IV sec. a.C. il sito conobbe la dominazione del tiranno Dionisio I di Siracusa. Nel III secolo a.C., a seguito della Prima guerra punica, il predominio greco-cartaginese passò ai Romani che costituirono la provincia di Sicilia (227 a.C.), pur lasciando un'ampia autonomia a Siracusa e a tutti i possedimenti di questa città nella parte sudorientale dell'isola, fra cui anche la zona di Hybla Major. La soppressione delle istituzioni statuali siracusane nel corso della seconda guerra punica, vide l'occupazione militare romana di tutta la Sicilia sud orientale attorno alla metà del penultimo decennio del III secolo a.C. (definitiva dopo la caduta di Siracusa nel 212 a.C.).
Con la dominazione romana, protrattasi fino al 450 circa, tutto il territorio perse il suo antico splendore. A seguito delle devastazioni e dei saccheggi operati dai Vandali che occuparono l'intera Sicilia attorno alla metà del V secolo, venne cancellato persino il ricordo di Hybla major e la zona si tramutò in una landa semideserta. Tale situazione si protrasse durante la dominazione ostrogota (V-VI secolo) e bizantina (VI-IX secolo). In epoca araba (IX-XI secolo) il territorio si andò progressivamente ripopolando ma un modestissimo borgo, sul luogo di Avola vecchia, nacque con ogni probabilità solo durante la dominazione normanna o sveva (XI-XIII secolo).

### Storia moderna

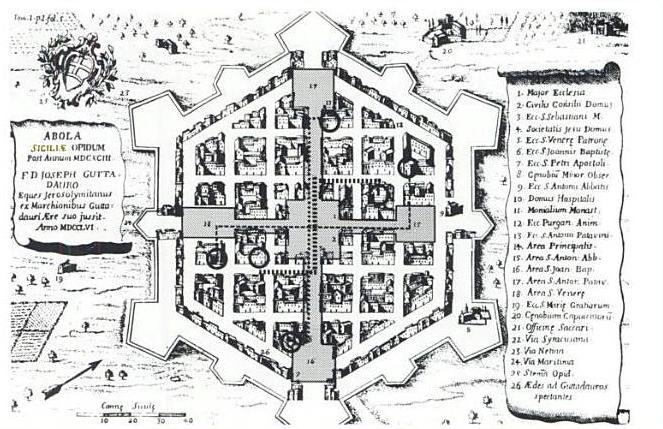
Pianta della città di Avola in una stampa settecentesca

Divenuta dal 1358 signoria della famiglia Aragona, si ebbe un certo risveglio demografico ed economico del paese che si intensificò nel corso del XVI e del XVII secolo soprattutto durante la signoria di Carlo d'Aragona Tagliavia. Alla vigilia dei grandi sconvolgimenti tellurici del 1693, Avola, ancora abbarbicata sulle colline iblee, che si trovano alle spalle dell'attuale abitato, doveva avere una popolazione non inferiore ai seimila abitanti. Ma in quell'anno, ed esattamente il 9 e l'11 gennaio, un violento terremoto, che distrusse la cittadina e numerosi altri centri urbani della Sicilia orientale (fra cui anche Siracusa e Catania), costrinse la popolazione superstite a spostarsi nell'ampia costa sottostante, a otto chilometri di distanza, e a rifondare Avola nel luogo dove prima vi era solo un'estesa e deserta pianura affacciata sul mare, così che Avola da un paese di montagna, si trasformò (a causa del terremoto) in una piana cittadina marittima. 

#### La progettazione urbanistica dell'attuale città
I lavori di ricostruzione iniziarono negli anni immediatamente successivi al cataclisma per volere del Principe Nicolò Pignatelli Aragona che affidò la progettazione del nuovo abitato a padre Angelo Italia, noto architetto siciliano appartenente all'ordine dei Gesuiti; la città fu edificata a pianta centrica e secondo una struttura geometrica esagonale.
Nel corso del XVIII e XIX secolo Avola fu abbellita da alcune pregevoli costruzioni civili (Palazzo Ducale, Palazzo di Città, Teatro Comunale ecc.) e religiose (chiese di Sant'Antonio Abate, Sant'Antonio di Padova e la fastosa Chiesa Madre). Nei primi decenni del XX secolo vennero eretti anche alcuni eleganti villini liberty che dettero, e continuano a dare, ulteriore lustro al centro cittadino.

### Storia contemporanea

#### Seconda guerra mondiale

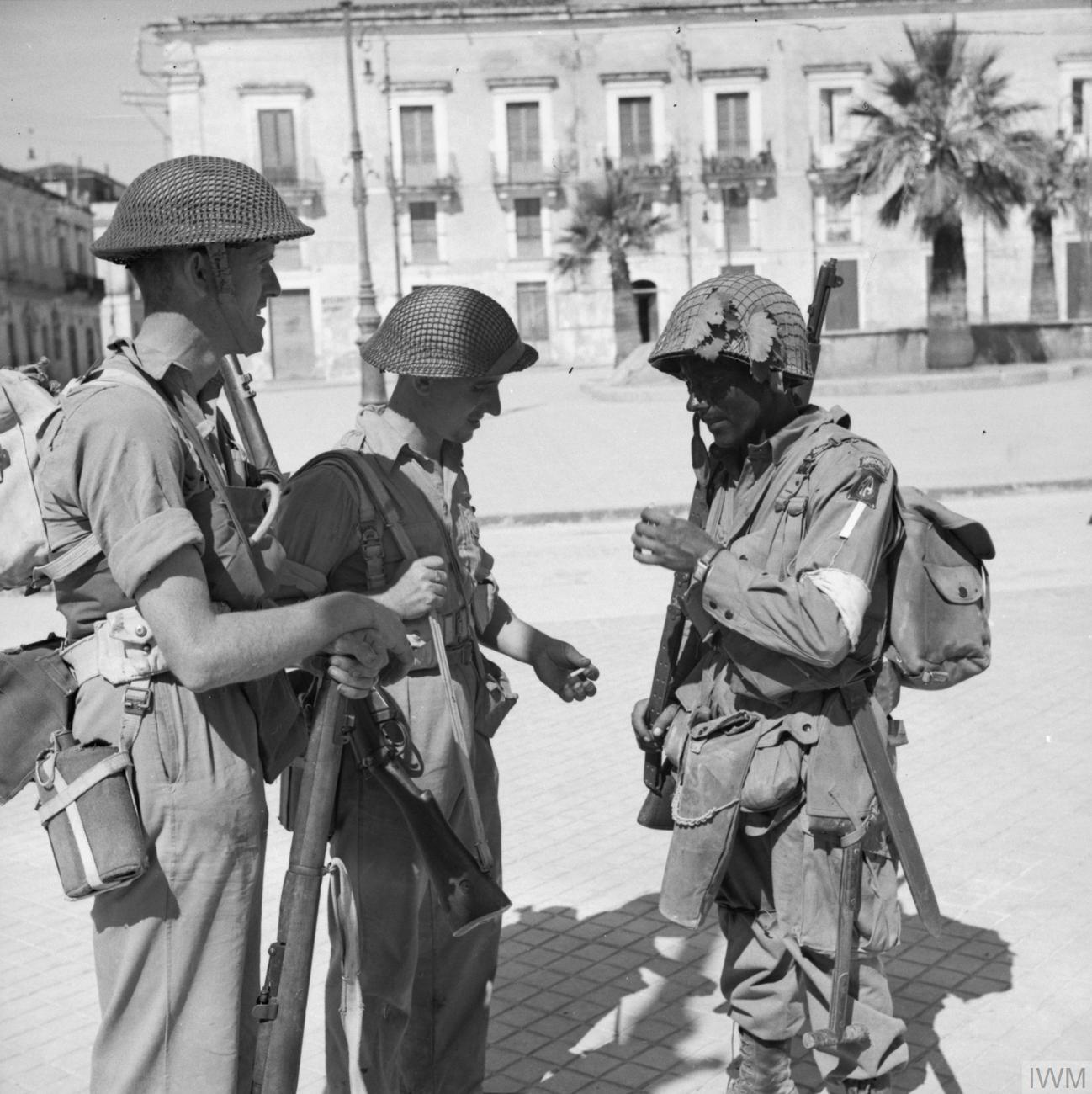
Due soldati britannici con un paracadutista americano a piazza Umberto I, centro di Avola, l'11 luglio

Avola, confinante con Cassibile a nord-est e con Noto a sud-ovest, era stata la prima località d'Italia a subire un tentativo d'invasione, ancor prima dei giorni stabiliti per Husky: la sua spiaggia era stata coinvolta all'alba del 4 luglio 1943 in un incontro a fuoco con due cacciatorpediere britanniche e un gruppo di commando che lasciò sulla sabbia solo un gommone, ritirandosi a seguito del contrattacco della difesa costiera siciliana, che rispose con i propri cannoni.
Avola fu anche la prima città del settore dell'8ª Armata britannica a iniziare a combattere, il 9 luglio, poiché i suoi difensori vennero impegnati fin dalle prime ore serali dall'assalto dei paracadutisti americani, finiti nell'area siracusana per errore: erano i componenti del 505th Infantry Regiment degli Stati Uniti, che invece di giungere a destinazione sul settore della piana di Gela, erano stati lanciati a parecchi chilometri di distanza dal loro obiettivo, a causa del forte maltempo. La venuta degli americani si rivelò comunque di grande aiuto per i britannici (anche se vi fu tra essi un episodio di fuoco amico per via dell'inaspettata presenza statunitense in zona).
Tra le 21:00 e le 22:00 del 9 luglio si paracadutarono sopra Avola 320 soldati statunitensi; lo scontro più arduo avvenne presso contrada Santa Venericchia, uno dei posti di blocco assegnati dal generale D'Havet al 374º battaglione del 146º reggimento, 206ª divisione costiera, che difendeva tutta l'area di Avola (a nord Caponegro, Falaride, Tremoli; a sud Cicirata, Punta Giorgi, fino a Calabernardo), posto sotto le direttive del maggiore Umberto Fontemaggi. Santa Venericchia presidiava il ponte del torrente Mammaledi, piuttosto fangoso e privo di acqua: il plotone del ponte era composto da 22 uomini, comandati dal tenente netino Luigi Ignazio Adorno.

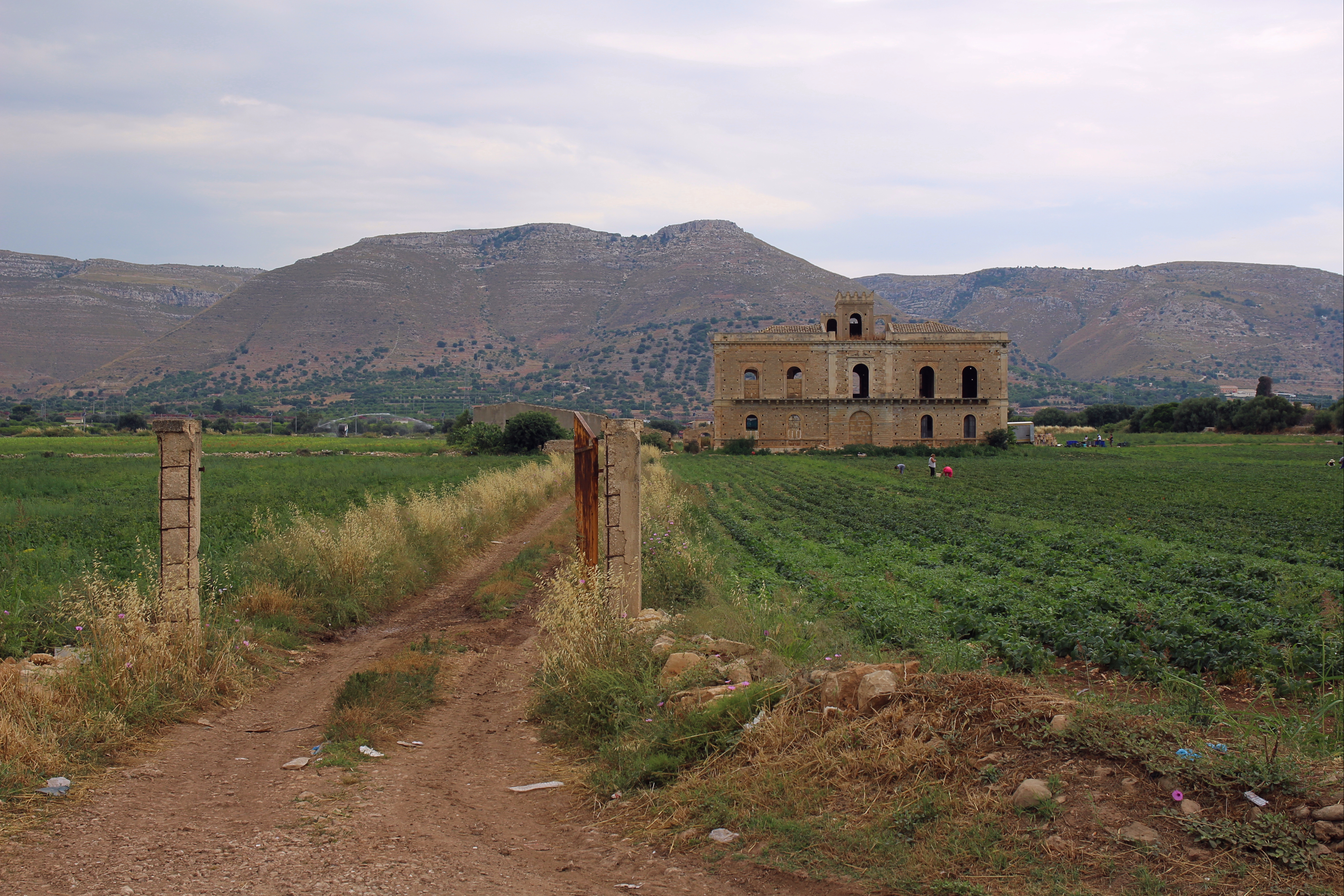
I monti Iblei nei pressi dell'ospedale di Avola, area nella quale si sparpagliarono i paracadutisti statunitensi

Gli americani erano atterrati in massima parte a nord-ovest della città, nelle vie che conducevano all'antico abitato, tra le contrade Bochini e Mutubé. Il primo scontro dei paracadutisti con gli italiani avvenne in contrada Archi, dove vi fu il primo caduto militare di Avola: il sottotenente Biagio Spina.
Subito dopo entrò in azione il plotone di Adorno, il quale ingaggiò una lotta con gli statunitensi nei dintorni del torrente Mammaledi, all'interno di un fitto uliveto. La lotta volse decisamente a favore dei fanti del battaglione costiero, poiché gli americani non ebbero tempo di raggrupparsi: alcuni di essi ancora incastrati sui rami degli alberi tramite il loro paracadute.
Gli avolesi, mentre giungevano in quella zona fuggendo dalle loro case poste sulla riva sotto assedio, videro una grande quantità di paracaduti appesi a carrubi e mandorli, oltre che agli ulivi; vicino a quei tronchi, soldati con la faccia nera e con i mitra puntati verso punti imprecisati nell'oscurità, si muovevano in coppia: i paracadutisti, nel tentativo di mimetizzarsi con la vegetazione e nascondere il pallore dei loro volti alla luce delle stelle, in assenza di quella lunare, si erano difatti cosparsi la faccia col fango.
La gente, passando, osservò i numerosi morti e feriti sulle strade acciottolate che conducevano ad Avola antica. Il buio impenetrabile del boschetto, nel quale stava avvenendo lo scontro maggiore, rendeva gli attacchi per entrambe le parti più difficoltosi.
Giunti all'alba, il caposaldo di Santa Venericchia poteva dire di aver respinto con successo il tentato ingresso statunitense a nord della città. Circa 200 paracadutisti erano stati catturati ad Avola: scontri cruenti tra il 505th Infantry e gli uomini di Fontemaggi erano avvenuti inoltre presso il cimitero (posto a pochi metri della stazione ferroviaria e divenuto il luogo nel quale gli avolesi avevano rinchiuso i militari americani). Ciononostante, l'arrivo dei britannici, che nel frattempo erano sbarcati sulle spiagge di fronte, rese vani gli sforzi compiuti nella notte; a Santa Venericchia si riprese quindi a combattere: per il piccolo plotone, ultimo ad arrendersi, sarà una mattanza.
Fu in tali circostanze che gli inglesi, scambiando gli statunitensi superstiti della battaglia per tedeschi, cominciarono a sparare loro contro; i paracadutisti non risposero al fuoco ma si ripararono nel boschetto del fiume. I britannici si sorpresero non poco.
Gli americani imprecarono a loro volta Infine, i paracadutisti vennero liberati, rifocillati dal loro alleato e rispediti al campo base in Nord Africa). Altri di quei 320 uomini, quelli che erano sfuggiti alla cattura, si erano invece riversati tra le strade di Avola, prendendo parte alle operazioni che avrebbero portato alla conquista della cittadina iblea.
Avola era uno dei centri urbani più popolosi del siracusano: all'epoca contava oltre 20 000 abitanti. Sorgendo a ridosso della spiaggia e confinando con Siracusa, rappresentava un importante obiettivo strategico per gli Alleati.
Mentre Siracusa e Catania venivano bombardate, anche Avola, intorno alle 22:00 del 9 luglio, veniva pesantemente presa di mira dai bombardieri alleati: l'area intorno alla sua stazione ferroviaria fu il luogo più colpito: 50 le vittime, soprattutto bambini (la maggior parte delle persone rimaste uccise dalle bombe aveva un'età compresa tra i 2 e i 17 anni). La tragedia spinse gli avolesi a sfollare in tutta fretta dalle loro case, che presto divennero esse stesse parte del teatro bellico, dal momento che sul suolo urbano si stava sviluppando la guerriglia.

Una fase dello sbarco inglese presso la Jig Green Beach di Avola

I britannici sbarcarono presso due spiagge di Avola che essi chiamarono Jig Green Beach e Jig Amber Beach, conosciute anche più semplicemente come Jig, divise in North e South: la prima corrispondeva all'attuale spiaggia del Lungomare Tremoli, poco prima di Lido di Avola, mentre la seconda si trovava tra Punta Giorgi e l'odierno villaggio di Calabernardo (dove si entra già in territorio netino), nei pressi della foce dello storico fiume Asinaro.
Qui a toccare terra per primi furono gli uomini della 151ª brigata, appartenenti alla 50ª divisione fanteria "Northumbria", con i loro tre battaglioni: 6º , 8º e 9º battaglione della Durham Light Infantry, intorno alle 3:00 di notte, tra Jig Green e Marina di Avola (nei pressi dell'antica tonnara). I fanti vennero accolti dalle mitragliatrici italiane, subendo diverse perdite; conquistarono le due spiagge alle 6:19 (il 6° e il 9° Durham si diressero al Mammaledi, andando a liberare, inaspettatamente per loro, gli americani).

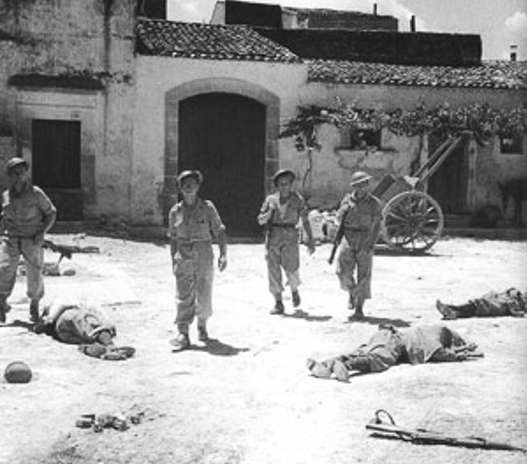
Avola, cortile Barbarino, soldati italiani giacciono morti a terra, a seguito degli scontri dopo lo sbarco, tra essi soldati britannici avanzano. Mattina del 10 luglio 1943

Il 10 luglio ad Avola sbarcò anche la 69th Infantry Brigade (con altri due battaglioni, più un reggimento: il 6º e il 9º Green Howards e il 5º East Yorkshire Regiment). Obiettivo di questa brigata erano le alture dietro le spiagge di Avola e da lì muoversi in direzione Floridia.
Abbattute le difese costiere, i primi battaglioni dovevano conquistare Avola; al 6° Durham si unì per caso una compagnia del 1º battaglione del King's Own Yorkshire Light Infantry (5ª divisione), che avendo smarrito la propria spiaggia assegnata per lo sbarco, dal settore di Cassibile era finita in quello di Avola.
Tra i tanti caduti, un nome in particolare è rimasto impresso nella memoria degli avolesi, quello del mitragliere Giuseppe Borbone di Raddusa, decorato con medaglia d'argento alla memoria, che faceva parte di un esiguo numero di difensori - meno di un centinaio - posti alle spalle di Lido d'Avola col compito d'impedire al nemico di raggiungere il centro della città. I fucilieri britannici, sbarcati presso il lungomare Tremoli, stavano risalendo da una via dritta e lunga, chiamata via Lido, che conduceva da est alla piazza principale, Umberto I, ma all'entrata del centro si trovarono un fortino in cemento armato con mitragliatrice. I fanti italiani che lo circondavano caddero uno dopo l'altro ma riuscirono a tenere fermo il nemico per diverse ore. Giuseppe Borbone, rimasto solo e salito sul tetto del fortino, continuò a sparare fino a quando non venne raggiunto da un inglese che gli arrivò alle spalle, uccidendolo con un colpo di fucile alla testa.
La lotta per la presa di Avola coinvolse vicoli e tetti delle case: tra i rastrellatori vi erano anche paracadutisti americani, uniti sotto il comando del loro tenente Charles E. "Pinkie" Sammon, che tra quei vicoli andava inconsapevolmente incontro ad altri gruppi armati di britannici: Sammon era reduce da un attacco verificatosi nel cimitero di Avola, all'interno del quale i suoi uomini, reagendo all'attacco degli italiani, avevano ucciso tre serventi del cannone nemico. Spari e lanci di bombe a mano, che distrussero numerose abitazioni, vennero fatti cessare solo quando gli inglesi ebbero timore di ferirsi a vicenda, anche perché Avola era ormai circondata dai loro battaglioni.
Alle 8 del mattino, il comando britannico del 6° Durham Light Infantry era riuscito a insediarsi all'interno di Avola, nonostante vi fossero ancora dei cecchini a sparargli contro. Sul Mammaledi il plotone di Adorno perse 14 uomini; i restanti 8 feriti. Nonostante fosse stato soccorso da un gruppo di finanzieri giunti da Fontane Bianche, il caposaldo di Santa Venericchia dovette dichiarare la resa alle 10:00 del mattino: Adorno, in un primo momento colpito al petto e catturato, lanciò una bomba a mano su un carro armato inglese, uccidendone gli occupanti; per tale motivo i britannici lo uccisero, concedendogli però l'onore delle armi.. Senza più difese, dato che erano rimasti circa 70 soldati contro interi battaglioni avversari, il maggiore Fontemaggi si asserragliò con i suoi uomini nella sede di comando del battaglione, posto in via Venezia: qui ci furono altri tre caduti. Dichiararono la resa quando finirono le munizioni, alle 14:30 del pomeriggio.
La popolazione civile di Avola patì anch'essa le varie fasi della conquista bellica. In questo caso la gente non venne perseguita in massa fin nei rifugi improvvisati (pure qui dati essenzialmente dalle grotte sulle alture iblee) e incolonnata a mo' di prigionieri, ma si verificarono ugualmente gli eccessi: ad esempio un civile, Salvatore Piccione, che si trovava insieme a molta altra gente in cerca di riparo nei pressi del cimitero, venne ucciso da due paracadutisti americani, perché reo di portare con sé un fucile; i due gli spararono alle spalle e spezzarono il suo fucile, facendo scappare via i civili terrorizzati.
Pure ad Avola vi furono casi di stupri e violenze da parte dei soldati ai danni delle donne: mentre a Cassibile la colpa ricadde del tutto sulle truppe indiane, gli avolesi parlarono in maniera più generica di soldati di colore (riferendosi probabilmente ad altre truppe coloniali dell'Impero britannico, come gli aborigeni della Nuova Zelanda o del Sudafrica) e di americani. Tuttavia, parlando di americani, va considerato che l'inaspettata presenza statunitense ad Avola contribuì a creare in gran parte della popolazione l'errato ricordo di un'invasione unicamente americana anche nel siracusano. Per cui, per i testimoni, che all'epoca dei fatti erano anche molto giovani, i soldati di lingua inglese diventavano tutti americani, occultando o dimenticando piuttosto la presenza britannica, che nel siracusano, data la severa divisione attuata al principio dalle due armate, era assolutamente maggioritaria, rispetto anche alla presenza canadese. La popolazione femminile di Avola, per sfuggire alle violenze, si nascose in luoghi impervi, ma come più volte accadde per i cassibilesi, non sempre nascondersi funzionava. Nei primi giorni post-conquista si verificarono episodi di resistenza e ritorsione sui soldati, attuati dai familiari delle vittime: soldati vennero trovati annegati nei pozzi o uccisi in altre maniere; per contro, persero la vita anche diversi avolesi nel tentativo di difendere le donne. Questo inquietante fenomeno, così come successe a Cassibile, e più avanti anche a Siracusa, venne fortunatamente arginato quasi subito dalla polizia militare, che non tollerava tali eccessi e castigava severamente gli aggressori.

#### Eccidio di Avola

La S.S. 115 dopo gli scontri

Il 2 dicembre 1968, a causa di un'ondata di scioperi, organizzati dai lavoratori agricoli di Avola e provincia per l'eliminazione delle "gabbie salariali", del "caporalato", e la istituzione della Commissione Sindacale per il Controllo del Collocamento della manodopera, fu attuato dai lavoratori agricoli un blocco stradale (il blocco fu effettuato sulla S.S. 115 che consentiva sia allora che oggi l'entrata e l'uscita di Avola) che provocò l'intervento delle forze dell'ordine.
La polizia ordinò ai manifestanti di liberare la strada, ma al loro rifiuto scoppiò una rivolta. La polizia cominciò a sparare ad altezza d'uomo così che uccise due persone e ne ferì quarantotto, di cui cinque in modo grave. Gli scontri (da un lato la polizia armata di mitra e pistole, dall'altro i manifestanti con pietre che venivano staccate dai muretti ai bordi della strada) furono molto brevi, ma molto violenti. Dopo questi fatti la trattativa venne rapidamente conclusa, seppur al prezzo di vite umane. I tragici avvenimenti di quei giorni fecero da scintilla ad alcune rivolte studentesche ed operaie sfociate nelle settimane successive su tutto il territorio nazionale, nell'ambito dei movimenti di massa del Sessantotto.
Dopo gli scontri rimasero uccisi sull'asfalto Giuseppe Scibilia, di quarantasette anni, di Avola e Angelo Sigona, di ventinove, di Cassibile.
Il deputato del PCI Antonino Piscitello, che si trovava sul posto al momento degli scontri, raccolse oltre due chili di bossoli.

### Simboli
(Descrizione araldica dello stemma)
(Descrizione araldica del gonfalone)
Lo stemma e il gonfalone sono stati concessi con decreto del presidente della Repubblica del 14 marzo 2002; lo stemma ha origine negli anni immediatamente successivi al 1860.

## Monumenti e luoghi d'interesse

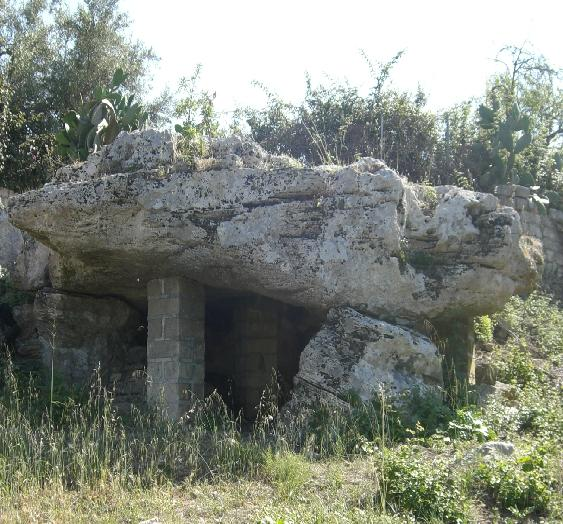
Il dolmen di Avola

### Dolmen
Ad un periodo certamente precedente a quello siculo appartiene un dolmen scoperto nel 1961 in contrada Borgellusa, di fronte all'ospedale civico. L'edificio è costituito apparentemente da una enorme tavola che poggia su due pilastri, modellato seguendo il profilo naturale della roccia, tanto da valergli l'appellativo di pseudo-dolmen. Gli interventi umani sono visibili sia nell'ampliamento che nella geometrizzazione della cavità, oltre che nella forma conferita ai due piedritti laterali. Il pavimento dell'area interna del monumento fu realizzato asportando i materiali arenitico-sabbiosi sottostanti, seguendo la superficie di stratificazione inferiore

### Architetture religiose
- Chiesa di Santa Venera
- Chiesa di San Giovanni
- Chiesa di Sant'Antonio
- Chiesa Madre
- Chiesa della Madonna del Carmine
- Chiesa della Santissima Annunziata
- Chiesa della Santa Croce e convento dell'Ordine dei frati minori cappuccini
- Chiesa di Santa Maria del Gesù
- Chiesa della Madonna delle Grazie
- Chiesa del Sacro Cuore di Gesù
- Convento di San Domenico.

### Architetture civili
- Palazzo Alfieri
- Palazzo del Feudatario
- Palazzo Giampiccolo
- Palazzo Giangreco
- Palazzo Riscica
- Palazzo Sirugo
- Palazzo Toscano
- Casa Riscica

### Aree naturali
- Riserva naturale orientata Cavagrande del Cassibile

## Economia

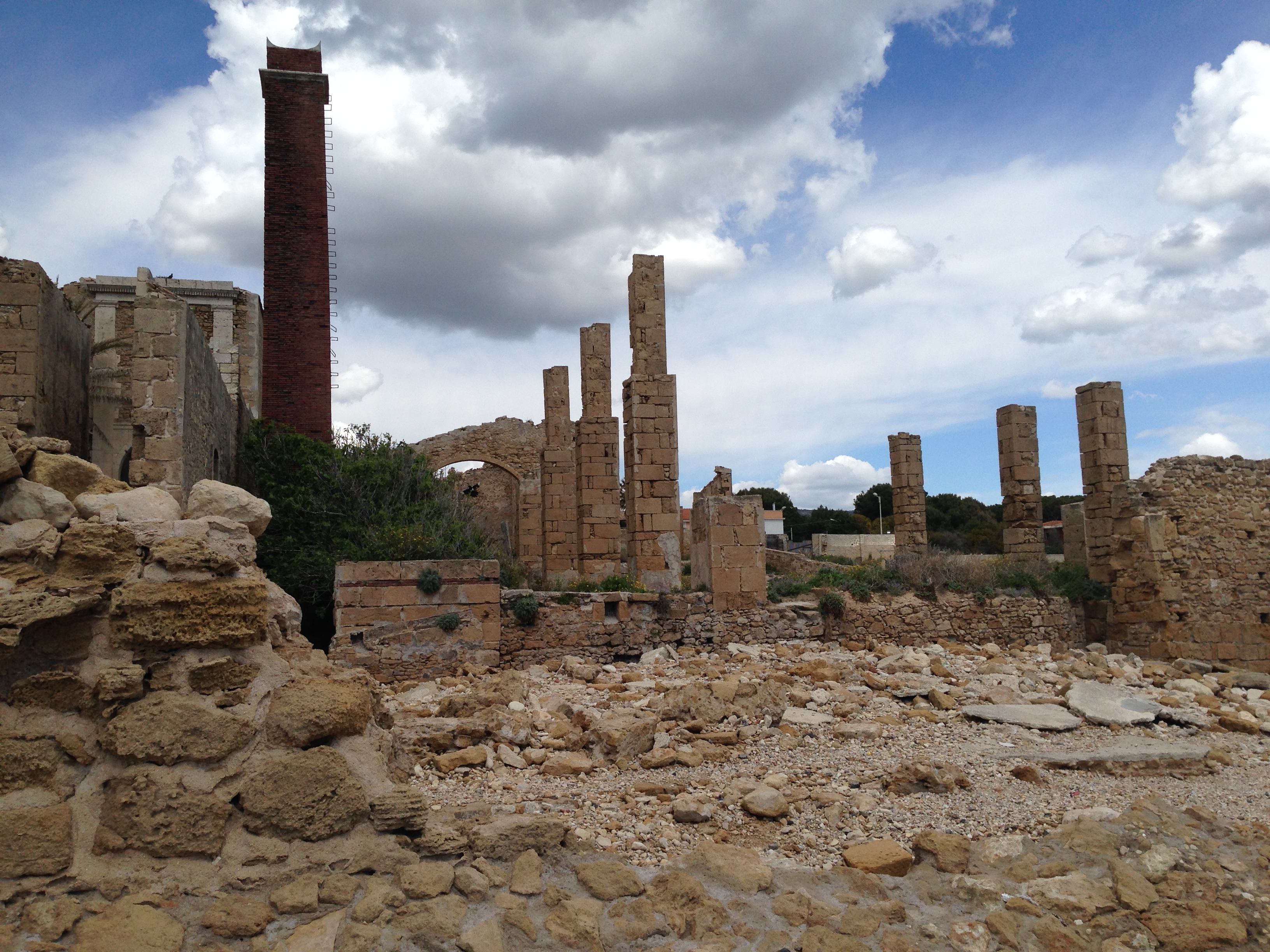
L'antica Tonnara di Avola.

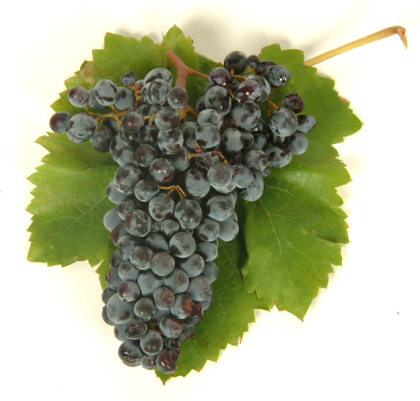
Grappolo di Nero d'Avola.

L'economia del paese è legata soprattutto ai prodotti agricoli ed alle coltivazioni, marginale è la pesca. Rinomata è la pasticceria, legata alla coltivazione nelle zone limitrofe alla città di Noto di una particolare varietà di mandorla, la Pizzuta d'Avola. Da Avola prende il nome anche il famoso vino, il Nero d'Avola, la cui origine è legata ai vitigni della cittadina e, nonostante oggi sia prodotto soprattutto in altre località, rende Avola famosa in tutto il mondo. Inoltre ad Avola si è molto sviluppato anche il turismo.

## Società

### Evoluzione demografica

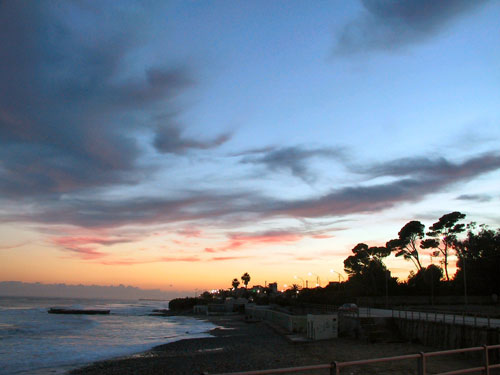
Lido di Avola

Abitanti censiti

## Cultura

### Istruzione

#### Biblioteche
Avola dispone della biblioteca comunale: "Giuseppe Bianca", la quale occupa i locali dell'antico mercato comunale.

### Eventi
- Festa di santa Venera, ultima domenica di luglio,
- Festa di san Sebastiano, seconda domenica di maggio,
- Festa di san Giuseppe, 19 marzo

## Amministrazione
Di seguito è presentata una tabella relativa alle amministrazioni che si sono succedute in questo comune.
| Periodo          | Periodo          | Primo cittadino        | Partito                                      | Carica      | Note   |
| ---------------- | ---------------- | ---------------------- | -------------------------------------------- | ----------- | ------ |
| 10 giugno 1993   | 24 febbraio 1996 | Elia Li Gioi           | Partito Democratico della Sinistra           | Sindaco     | [ 31 ] |
| 24 febbraio 1996 | 1º luglio 1996   | Antonino Di Vella      |                                              | Commissario | [ 31 ] |
| 1º luglio 1996   | 15 dicembre 1999 | Gaetano Cancemi        | Partito Democratico della Sinistra           | Sindaco     | [ 31 ] |
| 15 dicembre 1999 | 1º maggio 2000   | Calogero Ricciardo     |                                              | Commissario | [ 31 ] |
| 1º maggio 2000   | 12 marzo 2002    | Salvatore Giansiracusa | indipendente L'Ulivo                         | Sindaco     | [ 31 ] |
| 12 marzo 2002    | 11 giugno 2002   | Pietro Tramuto         |                                              | Commissario | [ 31 ] |
| 12 giugno 2002   | 29 maggio 2007   | Albino Di Giovanni     | CdL/PdL                                      | Sindaco     | [ 31 ] |
| 29 maggio 2007   | 23 maggio 2012   | Antonino Barbagallo    | Liste civiche                                | Sindaco     | [ 31 ] |
| 23 maggio 2012   | 14 giugno 2017   | Giovanni Luca Cannata  | Grande Sud/Liste civiche                     | Sindaco     | [ 31 ] |
| 14 giugno 2017   | 12 giugno 2022   | Giovanni Luca Cannata  | Forza Italia/Liste civiche                   | Sindaco     | [ 31 ] |
| 12 giugno 2022   | in carica        | Rossana Cannata        | Fratelli d'Italia/Forza Italia/Liste civiche | Sindaca     | [ 31 ] |

### Gemellaggi
- Trakai, dal 2014
- Montauban, dal 2015

## Sport
La principale società di calcio avolese è l'A.S.D. Città di Avola, militante nel campionato di Eccellenza, ed erede dello storico Avola Calcio 1949 che ha disputato tre campionati di serie D (l'antenata della serie C2) dal 1970-71 al 1972-73.
Il principale impianto sportivo di Avola è il campo di calcio "Meno Di Pasquale", inaugurato nel 1970, e dotato di una pista di atletica, di una gradinata di 900 posti e tribuna coperta di altrettanti 900 posti. Strutturalmente, è quasi identico allo stadio Aldo Campo di Ragusa. Il progetto di riqualificazione progressiva del Di Pasquale ha incluso anche l'installazione del nuovo manto in erba sintetica. L'altro impianto sportivo, vicino al Di Pasquale, è il più antico "Tenente Alfieri", dove l'Avola ha giocato fino al 1970.